# Maurice Denham
Maurice Denham, OBE (Bexhill-on-Sea, 23 dicembre 1909 – Denville Hall, 24 luglio 2002), è stato un attore britannico.

## Biografia
Maurice Denham iniziò la carriera di attore non appena terminati gli studi e per diversi anni recitò in provincia, prima dell'esordio londinese al West End nel 1936. Si fece un certo nome come interprete radiofonico, particolarmente versatile nel fornire differenti voci a vari personaggi, sia femminili che maschili. 
Approdato al cinema alla fine degli anni quaranta, si affermò nel decennio successivo con numerose parti di carattere, a suo agio sia nella commedia che nelle parti più serie. Ottenne una candidatura al BAFTA al miglior attore protagonista per il ruolo di Blore, l'ufficiale che soffre di disturbi psichici che lo portano al suicidio, nel film Pianura rossa (1954), e recitò in altri film quali 23 passi dal delitto (1956), La notte del demonio (1957), Affondate la Bismarck! (1960). L'abilità vocale, affinata durante gli anni di lavoro alla radio, gli consentì una performance notevole nella pellicola di animazione La fattoria degli animali (1954), in cui prestò la voce a tutti gli animali del film.
Numerosi furono i film a cui partecipò negli anni sessanta e oltre, Ponte di comando (1962),  Quei temerari sulle macchine volanti (1965), Poirot e il caso Amanda (1965), nel ruolo dell'ispettore Japp, Domenica, maledetta domenica (1971), Nicola e Alessandra (1971), in cui interpretò il politico russo Vladimir Nikolaevič Kokovcov, Il giorno dello sciacallo (1973), nel ruolo del generale Colbert.
L'attore lavorò assiduamente anche per il piccolo schermo, con apparizioni nella serie Doctor Who, nel primo episodio che nel 1984 vide l'ingresso dell'attore Colin Baker. Interpretò il ruolo del pittore olandese Gerrit Dou nel film televisivo Schalcken the Painter (1979), e quello di Cosmo Lang, arcivescovo di Canterbury, in Edward & Mrs. Simpson (1978).
Sposato dal 1936 con Elizabeth Dunn, dalla quale ebbe due figli e una figlia, Maurice Denham morì nel 2002, all'età di 92 anni.

## Filmografia parziale

### Cinema
- I contrabbandieri (The Man Within), regia di Bernard Knowles (1947)
- Prendi la mia vita (Take My Life), regia di Ronald Neame (1947)
- Persecuzione (The Upturned Glass), regia di Lawrence Huntington (1947)
- Sono un criminale (They Made Me a Fugitive), regia di Alberto Cavalcanti (1947)
- Holiday Camp, regia di Ken Annakin (1947)
- Jassy la zingara (Jassy), regia di Bernard Knowles (1947)
- Il capitano Boycott (Captain Boycott), regia di Frank Launder (1947)
- Il ribelle dei tropici (The End of the River), regia di Derek N. Twist (1947)
- Stirpe dannata (Blanche Fury), regia di Marc Allégret (1948)
- Il fuggitivo (Escape), regia di Joseph L. Mankiewicz (1948)
- Il boia arriva all'alba (Daybreak), regia di Compton Bennett (1948)
- Una sirena in società (Miranda), regia di Ken Annakin (1948)
- Le avventure di Oliver Twist (Oliver Twist), regia di David Lean (1948)
- Accadde a Praga (The Blind Goddess), regia di Harold French (1948)
- Il matrimonio è una cosa seria (Look Before You Love), regia di Harold Huth (1948)
- Incantesimo nei mari del sud (The Blue Lagoon), regia di Frank Launder (1949)
- Rivederti ancora (Madness of the Heart), regia di Charles Bennett (1949)
- Il ragno e la mosca (The Spider and the Fly), regia di Robert Hamer (1949)
- Terrore sul treno (Time Bomb), regia di Ted Tetzlaff (1953)
- M7 non risponde (The Net), regia di Anthony Asquith (1953)
- Il forestiero (The Million Pound Note), regia di Ronald Neame (1954)
- Pianura rossa (The Purple Plain), regia di Robert Parrish (1954)
- Carrington V.C., regia di Anthony Asquith (1954)
- Un dottore in altomare (Doctor at Sea), regia di Ralph Thomas (1955)
- Simone e Laura (Simon and Laura), regia di Muriel Box (1955)
- 23 passi dal delitto (23 Paces to Baker Street), regia di Henry Hathaway (1956)
- Criminali sull'asfalto (Checkpoint), regia di Ralph Thomas (1956)
- La notte del demonio (Night of the Demon), regia di Jacques Tourneur (1957)
- Il capitano soffre il mare (Barnacle Bill), regia di Charles Frend (1957)
- Sotto coperta con il capitano (The Captain's Table), regia di Jack Lee (1959)
- Il nostro agente all'Avana (Our Man in Havana), regia di Carol Reed (1959)
- Un alibi (troppo) perfetto (Two Way Stretch), regia di Robert Day (1960)
- Affondate la Bismarck! (Sink the Bismarck!), regia di Lewis Gilbert (1960)
- Quell'estate meravigliosa (The Greengage Summer), regia di Lewis Gilbert (1961)
- Il marchio (The Mark), regia di Guy Green (1961)
- Quartetto d'invasione (Invasion Quartet), regia di Jay Lewis (1961)
- Ponte di comando (H.M.S. Defiant), regia di Lewis Gilbert (1962)
- Il limite della vergogna (The Very Edge), regia di Cyril Frankel (1963)
- Il rifugio dei dannati (Paranoiac), regia di Freddie Francis (1964)
- La settima alba (The 7th Dawn), regia di Lewis Gilbert (1964)
- Operazione Crossbow (Operation Crossbow), regia di Michael Anderson (1965)
- Hysteria, regia di Freddie Francis (1965)
- Quei temerari sulle macchine volanti (Those Magnificent Men in Their Flying Machines or How I Flew from London to Paris in 25 hours 11 minutes), regia di Ken Annakin (1965)
- Nanny, la governante (The Nanny), regia di Seth Holt (1965)
- Gli eroi di Telemark (The Heroes of Telemark), regia di Anthony Mann (1965)
- Poirot e il caso Amanda (The Alphabet Murders), regia di Frank Tashlin (1965)
- Madra... il terrore di Londra (The Night Caller), regia di John Gilling (1965)
- Caccia alla volpe, regia di Vittorio De Sica (1966)
- Il lungo duello (The Long Duel), regia di Ken Annakin (1967)
- Il giardino delle torture (Torture Garden), regia di Freddie Francis (1967)
- La mano che uccide (Danger Route), regia di Seth Holt (1967)
- Attacco alla costa di ferro (Attack on the Iron Coast), regia di Paul Wendkos (1968)
- Alcune ragazze lo fanno (Some Girls Do), regia di Ralph Thomas (1969)
- Il colpo era perfetto, ma... (Midas Run), regia di Alf Kjellin (1969)
- Il club dei libertini (The Best House in London), regia di Philip Saville (1969)
- La vergine e lo zingaro (The Virgin and the Gypsy), regia di Christopher Miles (1970)
- La morte va a braccetto con le vergini (Countess Dracula), regia di Peter Sasdy (1971)
- Domenica, maledetta domenica (Sunday Bloody Sunday), regia di John Schlesinger (1971)
- Nicola e Alessandra (Nicholas and Alexandra), regia di Franklin J. Schaffner (1971)
- Il giorno dello sciacallo (The Day of the Jackal), regia di Fred Zinnemann (1973)
- Ci rivedremo all'inferno (Shout at the Devil), regia di Peter Hunt (1976)
- Giulia (Julia), regia di Fred Zinnemann (1977)
- Da un paese lontano (From a Far Country), regia di Krzysztof Zanussi (1981)
- 84 Charing Cross Road, regia di David Hugh Jones (1987)

### Televisione
- I gialli di Edgar Wallace (The Edgar Wallace Mystery Theatre) – serie TV, episodi 4x01-5x04 (1963-1964)
- Knock on Any Door – serie TV, episodio 1x02 (1965)
- Miss Marple (Agatha Christie's Miss Marple) – serie TV, episodio 1x09 (1987)

## Doppiatori italiani
- Gualtiero De Angelis in Pianura rossa
- Sergio Graziani ne Il nostro agente all'Avana
- Manlio Busoni in 23 passi dal delitto
- Manlio Guardabassi in Nanny, la governante
- Bruno Persa in Ponte di comando
- Corrado Gaipa in Attacco alla costa di ferro
- Gianni Bonagura in Domenica, maledetta domenica
- Alessandro Sperlì in Ci rivedremo all'inferno
- Luciano De Ambrosis in 84 Charing Cross Road